# Roger Peyrefitte
Roger Peyrefitte (Castres (Tarn), 17 de agosto de 1907 – Paris, 5 de novembro de 2000) foi um escritor e diplomata francês. 

## Vida e obra
Nascido em Castres (Tarn) no seio de uma família de comerciantes abastados, Peyrefitte foi aluno de colégios internos de Jesuítas e Lazaristas, e estudou línguas e literatura em Toulouse. Licenciou-se na Ecole des Sciences Politiques em 1930, tendo sido o primeiro classificado do seu curso, após o que trabalhou como secretário da embaixada em Atenas entre 1933 e 1938. De regresso a Paris, foi obrigado a demitir-se do serviço diplomático  em 1940 por razões pessoais (possivelmente devido a acusações de colaboração com as forças de ocupação alemãs), tendo sido reintegrado em 1943 para terminar a sua carreira diplomática passados apenas dois anos.
Nos seus romances tratou frequentemente temas controversos, e as suas obras colocaram-no em rota de colisão com a Igreja Católica. Escreveu abertamente sobre as suas experiências homossexuais no colégio interno (As Amizades Particulares, no original Les amitiés particulières, 1944) o que lhe valeu o cobiçado Prêmio Renaudot em 1945. O livro foi adaptado ao cinema em 1964, mantendo o mesmo nome. Durante a rodagem do filme Peyreitte conheceu o jovem aristocrata Alain-Philippe Malagnac d'Argens de Villele, então com 14 anos, que se tornaria seu amante. Peyrefitte descreve essa relação nos romances Notre amour, (1967) e L'Enfant de cœur (1978). Malagnac casaria mais tarde com a cantora Amanda Lear (alegadamente transexual).
Peyrefitte atacou também a Santa Sé e o papa Pio XII em Les Clés de saint Pierre (1953), o que lhe valeu a alcunha de "Papa dos Homossexuais". A publicação deste livro foi o ponto de partida para uma discussão acesa e prolongada com François Mauriac, Prémio Nobel de literatura em 1952. Mauriac ameaçou deixar de escrever para o jornal L'Express, com quem colaborava na altura, se este não retirasse a publicidade ao livro. Esta quezília foi exacerbada pela estreia do filme Les amitiés particulières e culminou numa virulenta carta aberta de Peyrefitte em que este acusava Mauriac de esconder as suas tendências homossexuais e o apelidava de Tartufo.
No livro As Embaixadas (Les Ambassades), 1951, Peyrefitte descreve os segredos escondidos da diplomacia. Muitos, se não a maioria, dos seus livros tem um tom de fundo pederasta, e nalguns ele explora livremente essa faceta da sua personalidade. Talvez mais do que os seus amigos André Gide ou Henry de Montherlant, Peyrefitte utilizou os seus dotes literários em defesa da pederastia.
Peyrefitte escreveu também sobre o exílio do Barão Jacques d'Adelswärd-Fersen em Capri (L'Exilé de Capri, 1959) e traduziu a partir do grego o poema de amor pederástico (La Muse garçonnière, Flammarion, 1973).
Apesar de ser largamente conhecido, Peyrefitte foi acusado de valorizar mais o sucesso comercial dos seus livros do que as suas qualidades literárias. Na opinião de um crítico anónimo do L'Express: "Nos tempos em que escreveu As Amizades Particulares, tinha algo a dizer. Hoje só tem algo a vender."
Morreu aos 93 anos, após uma longa batalha com a doença de Parkinson, e não sem antes receber os últimos sacramentos da Igreja Católica que tão fortemente atacara durante a sua vida. Após a sua morte, a cidade de Capri descerrou uma placa em sua memória próximo da Villa Lysis cuja inscrição indica: A Roger Peyrefitte autore de L'esule di Capri per aver esaltato e diffuso il mito, la cultura e la bellezza dell'isola nel mondo. — "A Roger Peyrefitte, autor de O Exilado de Capri, por ter exaltado e difundido o mito, a cultura, e a beleza desta ilha no mundo."